# Mircea Pușcă
Mircea Valer Pușcă (n. 6 martie 1952, municipiul Cluj) este un politician român, deputat de Cluj din partea PNL. În cadrul activității sale parlamentare, Mircea Valer Pușcă a fost membru în următoarele grupuri parlamentare de prietenie: Republica Socialistă Vietnam, Republica Franceză-Senat, Republica Franceză-Adunarea Națională, Republica Lituania, Regatul Suediei, Regatul Danemarcei.
În perioada 1986-1989, Mircea Valer Pușcă a fost membru PCR dar a fost exclus datorită criticilor sale.
După căderea regimului comunist, Mircea Valer Pușcă a fost  secretar de stat în Ministerul Cercetării și Tehnologiei și apoi vicepreședinte al Agenției Naționale pentru Știință, Tehnologie și Inovare. Mircea Valer Pușcă a acționat pentru stimularea domeniilor cercetării-dezvoltării și inovării, afirmarea pe plan internațional a științei și tehnologiei românești. Pe parcursul celor 4 ani de activitate în Guvernul României, Mircea Pușcă a contribuit la modificarea reglementărilor domeniului Științei, Tehnologiei și Inovării, ale domeniului Infrastructurii Naționale a Calității, asigurând, pe această cale, armonizarea legislativă, preluarea acquis-ului comunitar și finalizarea (închiderea) capitolului 17 (știință și tehnologie) al Acordului de Aderare a României la Uniunea Europeană. 

## Distincții
Cetățean de onoare al municipiului Cluj-Napoca (1997)
Ordinul Național Steaua României, în grad de ofițer (2000)
Legături externe
http://www.primariaclujnapoca.ro/cetateni-de-onoare.html